# Ми (роман)
Ми (рус. Мы) је социјално-фантастични роман Јевгенија Замјатина рус. Евге́ний Ива́нович Замя́тин. Написан је 1920. године у Лењинграду, али није објављиван у Совјетском Савезу. Први пут је издат 1924. године на енглеском у Америци. На руском језику је изашао први пут 1927. године у скраћеној верзији у Прагу, а у целини тек 1952. године у Њујорку.

## О делу
Роман је социјално-фантастичан, први тог жанра у руској књижевности уопште. Може да се окарактерише као социјално-сатирична фантастика. Ово је једини завршен роман Јевгенија Замјатина. Један је од првих дистопијских романа у светској књижевности. Инспирацију за роман је нашао у Херберту Велсу и његовим романима Будућност, Времеплов, Први људи на Месецу и други. Идејну основу романа чини тема индивидуа и колектив. Настао је у периоду Октобарске револуције 1920. године, али је штампан прво на енглеском 1924. године у Америци. 

## Феномен двадесетог века
У двадесетом веку су писци били окупирани темом нове технике, темпа, машина, ракета, нове архитектуре. Дошло је до појаве футуризма у литератури код Мајаковског, Иље Еренбурга, Замјатина и других који су правили у својим делима фантастичне научне конструкције и различито третирали тај нови феномен XX века. У таквом добу које је заокупљало руске писце настало је и дело Ми. Замјатин је био инжењер по струци и могао је као писац да дочара сложену машинерију космичког брода.

## Утицај романа на живот аутора
Књига је имала огроман утицај на живот Замјатина. Године 1921. због свог романа Замјатин постаје међу првима дисидент. Совјетске власти су биле огорчене због публиковања романа у Њујорку, демонизован је у штампи и избачен је из Савеза совјетских писаца. Замјатин је 1931. године писао Стаљину и тражио дозволу да напусти Русију. Чак су и његове књиге забранили да се издају у библиотекама, драме су скинуте са позоришних репертоара, а он је успео да напусти Русију 1931. године.

## Утицај романа на књижевност
Роман Ми је утицао на Орвела и Хакслија и њихове романе. Врли нови свет (Олдус Хаксли) и 1984. имају ехо романа Ми у себи.